# Vavoua
Vavoua – miasto na środkowo-zachodnim Wybrzeżu Kości Słoniowej, w regionie Haut-Sassandra. Według danych na rok 2014 liczyło 67 096 mieszkańców.